# Fencyklidin

Strukturformel för fencyklidin.

Fencyklidin, PCP, summaformel C17H25N, ibland kallat angel dust ("ängladamm"), är ett hallucinogent medel som är narkotikaklassat. Det användes ursprungligen inom veterinärmedicinen som narkosmedel och forskning har vid bl.a. Uppsala universitet gjorts att modifiera den kemiska sammansättningen för att få fram en kraftig smärtstillare utan fencyklidinets starka negativa bieffekter. Drogen är mycket farlig då den kan absorberas genom huden.
Substansen är narkotikaklassad och ingår i förteckning P II i 1971 års psykotropkonvention, samt i förteckning II i Sverige.